# Ireneusz Felczak
Ireneusz Bolesław Felczak, (ur. 15 sierpnia 1943, zm. 19 stycznia 2010 w Sochaczewie w woj. mazowieckim) – inżynier budownictwa lądowego, polski samorządowiec, Naczelnik Miasta Sochaczew w okresie PRL, Burmistrz Sochaczewa w okresie III Rzeczypospolitej. 

## Życiorys
Naczelnik Miasta Sochaczew w okresie 1982–1990 roku. Był najdłużej sprawującym swoją funkcję naczelnikiem Sochaczewa. W tym okresie  zbudowano 1/3 wszystkich dzisiejszych (stan na rok 2010) zasobów mieszkaniowych miasta, rozbudowano Przedsiębiorstwo Gospodarki Komunalnej i Mieszkaniowej, wyremontowano też gruntownie Muzeum Ziemi Sochaczewskiej oraz rozpoczęto budowę Szpitala Miejskiego. W okresie od 1 sierpnia 1994 roku do października 1999 roku Burmistrz Sochaczewa. W okresie piastowania stanowiska burmistrza przez Ireneusza Felczaka rozstrzygnęły się sprawy administracyjne dotyczące obwodnicy Sochaczewa, rozpoczęto przygotowania do budowy basenu miejskiego oraz sali gimnastycznej przy Szkole Podstawowej nr 6 (obecnym Gimnazjum nr 2) oraz prowadzono prace przy wymianie przestarzałej sieci ciepłowniczej. Zmarł 19 stycznia 2010 roku w wieku 67 lat, pochowany na Cmentarzu Komunalnym na Wypalenisku.